# Tomaševci
Tomaševci su naseljeno mjesto u Republici Hrvatskoj u Zagrebačkoj županiji. 

## Zemljopis
Administrativno su u sastavu općine Žumberak. Naselje se proteže na površini od 6,39 km².

## Stanovništvo
Prema popisu stanovništva iz 2001. godine u naselju Tomaševci živi 15 stanovnika i to u 9 kućanstava. Gustoća naseljenosti iznosi 2,35 st./km².
| broj stanovnika | 154   | 171   | 189   | 221   | 182   | 152   | 146   | 185   | 192   | 186   | 154   | 117   | 67    | 43    | 15    | 10    | 6     |
|                 | 1857. | 1869. | 1880. | 1890. | 1900. | 1910. | 1921. | 1931. | 1948. | 1953. | 1961. | 1971. | 1981. | 1991. | 2001. | 2011. | 2021. |